# Eretteide
Eretteide (in greco antico: Ἐρεχθηίς?, Erechtheís) era la prima delle dieci tribù di Atene istituite dalla riforma di Clistene, avente come eroe eponimo il leggendario re di Atene Eretto.

## Demi
La tribù Eretteide comprendeva, come le altre, una trittia della Mesogea, una della Paralia e una dell'asty, alle quali inizialmente appartenevano 5, 5 e 4 demi, aventi rispettivamente 11 (o 12), 23 (o 22) e 16 buleuti, per un totale di 14 demi e 50 buleuti.
I demi calarono a 11 nel 307 a.C. e a 10 nel 224 a.C., risalirono a 13 per qualche mese nel 201 a.C., scendendo subito dopo a 12, e infine divennero 11 nel 126. Questo è l'elenco:

### Trittia della Mesogea
- Cefisia
- Pergase superiore
- Pergase inferiore (dal 307 a.C. Antigonide, dal 201 a.C. di nuovo Eretteide; potrebbe trattarsi del superiore)
- Fegunte
- Sibride

### Trittia della Paralia
- Anagirunte
- Cedi
- Lamptra superiore (dal 307 a.C. Antigonide, dal 201 a.C. di nuovo Eretteide)
- Lamptra inferiore
- Pambotade (dal 126 Adrianide)

### Trittia dell'asty
- Agrile superiore
- Agrile inferiore (dal 307 a.C. Antigonide, nel 201 a.C. qualche mese nell'Eretteide, dal 201 a.C. Attalide; potrebbe trattarsi del superiore)
- Evonimo
- Temaco (dal 224 a.C. Tolemaide)